# Flagenium triflorum
Flagenium triflorum là một loài thực vật có hoa trong họ Thiến thảo. Loài này được (Vahl) Baill. mô tả khoa học đầu tiên năm 1880.